# Scott Cone
Der Scott Cone ist eine etwa 30 m hohe Insel von der Form eines kegeligen Hügels in der Gruppe der ostantarktischen Balleny-Inseln. Sie liegt 3 km nordnordöstlich des am Südende von Buckle Island befindlichen Kap McNab.
Gemeinsam mit dem benachbarten Eliza Cone wurde die Insel nach dem Schoner Eliza Scott benannt, mit dem der britische Seefahrer John Balleny im Februar 1839 im Rahmen seiner Antarktisexpedition (1838–1839) die Balleny-Inseln entdeckte.